# 洛斯特凱恩 (阿肯色州)
洛斯特凱恩（英語：Lost Cane）是位於美國阿肯色州密西西比縣的一個非建制地區。該地的面積和人口皆未知。

## 地理
洛斯特凱恩的座標為35°48′00″N 90°07′38″W / 35.80000°N 90.12722°W，而該地的平均海拔高度為72米（即236英尺）。